# 플렉스터
플렉스터(Plextor, 중국어: 浦科特; プレクスター)는 광학 디스크 레코더와 SSD로 잘 알려진 중화민국의 브랜드이며, 2010년 이전에는 일본의 브랜드였다.

## 개요
플렉스터(Plextor)라는 브랜드 이름은 일본의 기업 시나노 켄시의 100% 소유 자회사인 일본의 기업 플렉스터사(Plextor Inc.)의 전자장비부서와 인쇄장비부서가 제조한 모든 제품에 사용되었다. 이 브랜드는 과거에 텍셀(TXEL)로 알려져 있었으며 이 이름을 통해 1989년 최초의 CD-ROM 광학 디스크 드라이브를 선보이게 되었다.
이 브랜드는 CD-ROM 버너, DVD-ROM 버너, CD 및 DVD 미디어, 블루레이 플레이어와 버너, 네트워크 하드 디스크, 포터블 하드 디스크, 디지털 비디오 레코더, 플로피 디스크 드라이브, 플래시 메모리 제품에 사용된다.
"플레스터"라는 브랜드는 2010년 라이트온 테크놀로지 코퍼레이션의 자회사인 필립스 & 라이트온 디지털 솔루션스 코퍼레이션(Philips & Lite-On Digital Solutions Corporation)에 라이선스되었다. 극러므로 모든 플렉스터 제품들은 그 이후로 특히 SSD는 일본의 브랜드가 아닌 타이완의 브랜드이다. 그러나 이 이름을 탄생시킨 일본의 기업 플렉스터사는 계속 플렉스로거(PLEXLOGGER)와 플렉스토크(PLEXTALK) 등의 다른 브랜드로 새로운 제품을 판매하고 있다.

## 제품

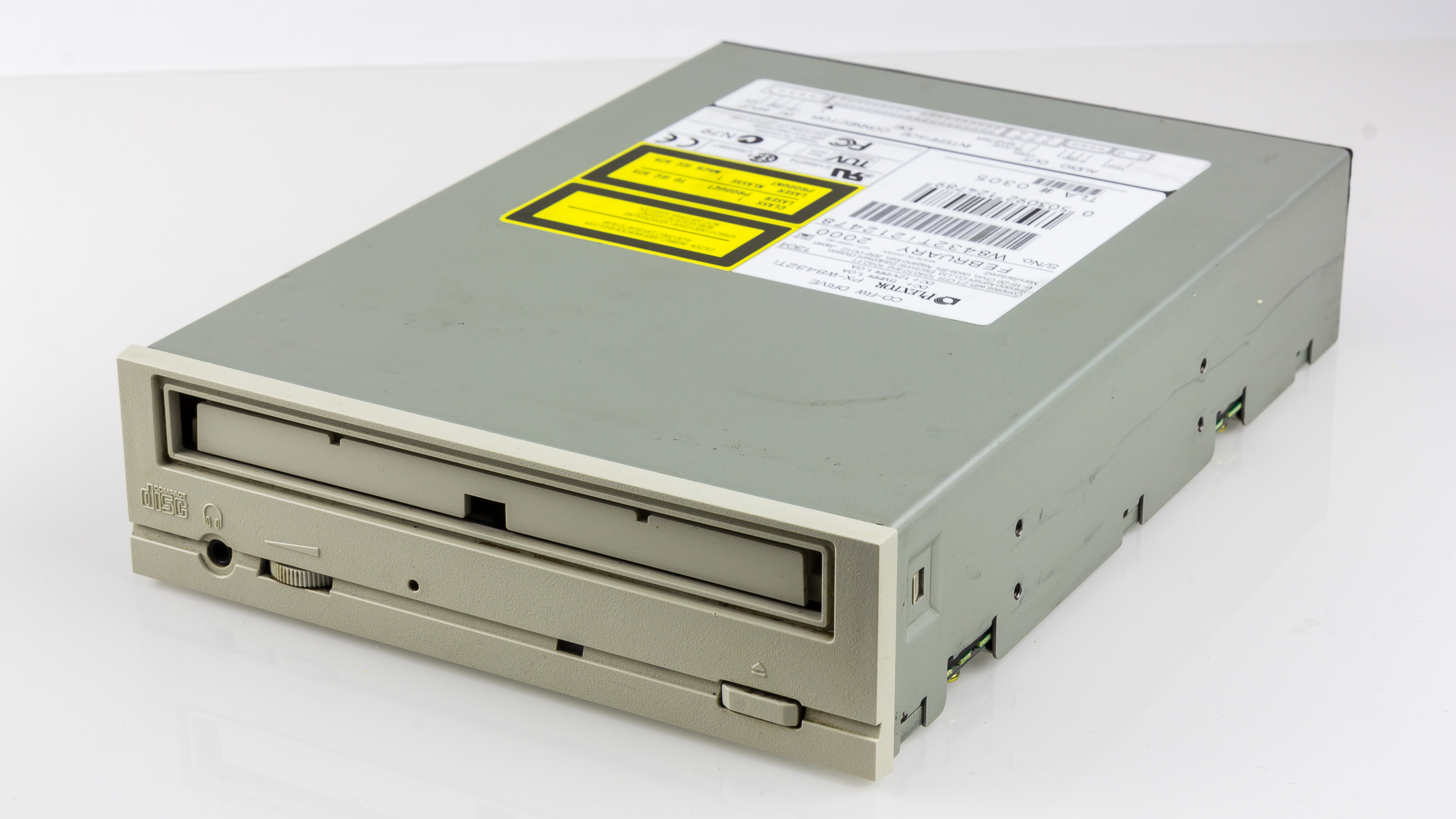
플렉스터 CD-RW, 2000

스토리지 리더의 지위를 강화하기 위한 일환으로 플렉스터는 최초의 SSD인 M1 SSD 시리즈를 선보였으며, 64 GB와 128 GB 모델로 출시되었다. M1을 출시한지 얼마 되지 않아 플렉스터는 M2 시리즈 128 GB, 256 GB를 출시했으며, SATA 6 Gbit/s 인터페이스의 이용이 가능하였고 플렉스터는 당시 최초의 SATA 3 SSD라고 주장하였다.
2011년 10월, 플렉스터는 M2 시리즈의 성능을 상당히 끌어올린 한정판 M2P 시리즈를 발표하였다. 특히 플렉스터는 "ironclad" 5년 보증을 SSD에 도입하였는데 이러한 일을 하는 제조업체들은 얼마 되지 않았다. 5년 보증 외에도 플렉스터는 M2P 시리즈에 트루스피드 테크놀로지를 도입하였다. 트루 스피드 테크놀로지는 실제 컴퓨팅 환경에서 빠른 속도를 유지하도록 설계되어 있다. 장기적으로는 원래의 성능을 유지하면서 다른 SSD에서 발생할 수 있는 심각한 쓰기 속도 저하를 방지하기 위해 동작한다.
2011년 12월, 2012년 1월, 플렉스터는 M3와 M3 프로 시리즈를 64 GB, 128 GB, 256 GB, 512 GB 용량으로 출시하였다. 전작과 비슷하게 M3는 마벨 칩셋의 SATA 6 Gbit/s 인터페이스이다. 신형은 24 nm 토글 NAND 플래시(M1, M2, M2P에 사용된 32 nm 토글 NAND 플래시 대신)를 사용하였다. M3 시리즈의 연속 최대 읽기-쓰기 속도는 540/450 MB/s에 이르며 랜덤 읽기-쓰기 속도는 최대 75,000/69,000이다.